# かんでんエンジニアリング
株式会社かんでんエンジニアリングは、大阪府大阪市北区中之島に本社を置く日本の企業。
関西電力グループの一員であり、電力インフラの構築・保全技術を中心にエンジニアを行う。かつての企業名は「山田電気工事」→「関電阪急商事」→「関西テック」であった。

## 会社概要
- 設立年月日 - 1940年（昭和15年）5月21日[1]
- 資本金 - 7億8,600万円[1]
- 従業員 - 2,208人（平成25年6月現在）[1]

## 経営理念
以下5つの経営理念を挙げている。
- 企業付加価値を高め、社会に貢献します。
- お客さま満足No.1企業を目指します。
- 企業としての社会的責任を全うします。
- 人と技術を育み、活かします。
- 変わらぬ使命のため、変わり続けていきます。

## 事業所一覧
以下の事業所がある。
- 大阪北事業所 - 大阪府摂津市
  - 北大阪営業所 - 大阪府高槻市
- 大阪南支店 - 大阪府堺市堺区
  - 八尾営業所 - 大阪府八尾市
- 京都支店 - 京都府京都市南区
  - 北京都営業所 - 京都府舞鶴市
- 神戸支店 - 兵庫県神戸市東灘区
  - 四国営業所 - 香川県さぬき市
- 奈良支店 - 奈良県奈良市
  - 高田営業所 - 奈良県葛城市
- 滋賀支店 - 滋賀県大津市
  - 彦根営業所 - 滋賀県彦根市
  - 高月営業所 - 滋賀県長浜市
- 和歌山支店 - 和歌山県和歌山市
  - 田辺営業所 - 和歌山県田辺市
  - 新宮営業所 - 和歌山県新宮市
- 姫路支店 - 兵庫県姫路市
  - 豊岡営業所 - 兵庫県豊岡市
  - 鳥取営業所 - 鳥取県鳥取市
- 東海支店 - 愛知県名古屋市中村区
  - 木曽営業所 - 長野県木曽郡上松町
  - 今渡営業所 - 岐阜県可児市
  - 四日市営業所 - 三重県四日市市
- 豊田営業所- 愛知県知立市
- 北陸支店 - 富山県富山市
  - 黒部川営業所 - 富山県黒部市
  - 庄川営業所 - 富山県砺波市
- 九州支店 - 福岡県北九州市戸畑区
  - 山口営業所 - 山口県周南市
- 東京事務所 - 東京都大田区平和島東京流通センター - 2021年8月に港区から移転